# Минеральный вид
Минеральный вид — совокупность минералов данного химического состава с данной кристаллической структурой, элементарная единица в классификации минералов.
В природе найдено и изучено более 4 тысяч минеральных видов, ежегодно открывают десятки новых, их утверждает Комиссия по новым минералам и названиям минералов (IMA).

## Описание
Минеральные индивиды, обладающие сходной (или близкой) кристаллической структурой и химическим составом (или непрерывным рядом составов, которые могут колебаться только в определённых пределах в результате изоморфного замещения главных элементов их кристалло-химическими аналогами). Эти характеристики используют для классификации Минеральных видов..
Минеральные виды образуются и находятся в природе в виде минеральных индивидов и минеральных агрегатов.